# 索洛納河 (亞速海)
索洛納河（烏克蘭語：Солона），是烏克蘭東南部的河流，流經扎波羅熱州的別爾江斯克區，最終注入亞速海。該河道全長18公里，流域面積22.6平方公里。